# Barbie en de 12 Dansende Prinsessen
Barbie en de 12 Dansende Prinsessen (Engels: Barbie in the 12 Dancing Princesses) is een Amerikaanse digitale animatie- en motioncapturefilm uit 2006, geregisseerd door Greg Richardson. Het is de negende Barbiefilm en de derde waarin er ballet wordt gedanst. De film is gebaseerd op het verhaal De Twaalf Dansende Prinsessen van de gebroeders Grimm. Barbie vertolkt hierin de rol van Genevieve.

## Ballet
Peter Martins stond in voor de choreografie in de film. Om de dansbewegingen er zo echt mogelijk te laten uitzien, werd er gebruikgemaakt van motion capture. Voor Genevieve en Derek voerden de dansers Maria Kowroski en Charles Askegard de choreografie uit.

## Muziek
Arnie Roth was verantwoordelijk voor de muziek die werd uitgevoerd door het Tsjechisch Philharmonisch Kamer Orkest. In de film werden muziekstukken van Mendelssohn gebruikt. De volgende muziekstukken komen in de film voor:
- Het themalied van Barbie en de 12 Dansende Prinsessen dat gebaseerd is op Ancient Airs and Dances, Suite Nr. 3: III. Siciliana van Ottorino Respighi
- Argeers of The Wedding Night van John Playford uit The English Dancing Master dat door Derek op de fluit wordt gespeeld
- Het Verjaardagslied dat voor de drieling wordt gezongen
- Nocturne uit Een Midzomernachtsdroom van Mendelssohn dat te horen is wanneer de prinsessen voor het eerst naar de magische wereld gaan en in de boot varen
- Symfonie Nr. 4 (Italian Symphony): III. Con moto moderato van Mendelssohn is te horen wanneer ze de eerste nacht dansen
- Fairies' March uit Een Midzomernachtsdroom van Mendelssohn wanneer de drieling in slaap valt en de andere meisjes verder dansen
- Sacerdotes Domini van William Byrd dat in de film wordt gezongen door de prinsessen voor hun vader. De muziek werd gearrangeerd door Jeffrey Bernstein en gezongen door de Occidental College Women's Glee Club. Arnie Roth was de producer.
- Symfonie Nr. 4 (Italian Symphony): I. Allegro vivace van Mendelssohn waarop de prinsessen de tweede nacht dansen
- Symfonie Nr. 4 (Italian Symphony): II. Andante con moto van Mendelssohn is te horen wanneer Rowena beweert dat de prinsessen liegen en ze hen begint te behandelen als dienstmeiden
- Symfonie Nr. 5 (Reformation): II. Allegro vivace van Mendelssohn wordt gespeeld wanneer ze met de koperen beelden dansen
- Symfonie Nr. 4 (Italian Symphony): IV. Presto and Finale: Saltarello van Mendelssohn wanneer de prinsessen en Derek de laatste confrontatie aangaan met Rowena en Desmond
- Grande Tarantella for piano and orchestra van Louis Moreau Gottschalk wanneer Rowena en Desmond op het einde dansen
- Shine (aftiteling), gezongen door Cassidy Ladden

## Plaats binnen de Barbiefilms
| Vorige film                | Volgende film                                    |
| -------------------------- | ------------------------------------------------ |
| De Barbie dagboeken (2006) | Barbie Fairytopia: Magie van de Regenboog (2007) |

## Overige informatie
- Elke Barbiefilm wil een moraal meegeven en deze wordt op het einde van de aftiteling weergegeven. Bij deze film is dat: 'There’s a difference only you can make.'